# Rocket (canção de The Smashing Pumpkins)
"Rocket" é uma canção escrita por Billy Corgan, gravada pela banda The Smashing Pumpkins.
É o quarto single do segundo álbum de estúdio lançado a 27 de Julho de 1993 Siamese Dream.

## Desempenho nas paradas musicais
| Parada musical (1994)                       | Posições |
| ------------------------------------------- | -------- |
| Estados Unidos - Hot Mainstream Rock Tracks | 28       |